# Gheorghe Dumitrașcu
Gheorghe Dumitrașcu (n. 28 noiembrie 1967 în Dâmbovița, România) este un fost mijlocaș român de fotbal.

## Activitate
- CS Târgoviște (1985-1986)
- Universitatea Craiova (1986-1987)
- Dinamo București (1987-1988)
- Flacăra Moreni (1988-1989)
- Rapid București (1989-1993)
- Oțelul Galați (1993-1994)
- Oțelul Galați (1994-1995)
- Sportul Studențesc (1994-1995)
- Gyor ETO FC (1995-1996)
- FC Atletic București (1995-1996)
- Chindia Târgoviște (1996-1997)
- Construction Henan (1996-1998)
- Chindia Târgoviște (1998-1999)